# Santo Tomás Ocotepec
Santo Tomás Ocotepec är en ort i Mexiko.   Den ligger i kommunen Santo Tomás Ocotepec och delstaten Oaxaca, i den sydöstra delen av landet, 290 km sydost om huvudstaden Mexico City. Santo Tomás Ocotepec ligger 2 155 meter över havet och antalet invånare är 213.
Terrängen runt Santo Tomás Ocotepec är kuperad åt nordost, men åt sydväst är den bergig. Runt Santo Tomás Ocotepec är det ganska tätbefolkat, med 75 invånare per kvadratkilometer. Närmaste större samhälle är Heroica Ciudad de Tlaxiaco, 16,5 km nordost om Santo Tomás Ocotepec. I omgivningarna runt Santo Tomás Ocotepec växer i huvudsak blandskog.